# 紅い牙
『紅い牙』（あかいきば）は柴田昌弘の長編漫画シリーズ。各シリーズごとに「紅い牙」のあとに個別にタイトルが付き、総じて『紅い牙シリーズ』と呼ばれている。

## 概要
古代超人類の血を引く超能力少女・小松崎蘭(ラン)と悪の秘密結社・タロンの戦いを描いたSF大作。長期に渡った連載の中で掲載誌が変わっており、初期から中期は集英社『別冊マーガレット』・『デラックスマーガレット』誌に掲載。後期は白泉社『花とゆめ』誌上で「ブルー・ソネット」などが発表された。

## 作品

### 集英社 別冊マーガレット・デラックスマーガレット期
生後5年にわたり狼に育てられ、古代超人類の遺伝子をもった小松崎蘭（ラン）の孤独な戦いのはじまり。

#### 紅い牙 『狼少女ラン』
（初出　別冊マーガレット　1975年8月号）
狼に育てられた事を隠し、普通の高校生として生活していたラン。ところが、学校に寄木冴子という生物教師が赴任してきたことによって、平穏な生活は終わりを告げる。冴子はランの出生の秘密を知っており、さらに彼女の父が、ランの養父である小松崎宗と仲間だったというのだ。かつて小松崎宗と冴子の父は、古代世界に存在した超越した精神力をもった超人類の一族の遺伝子を現在に復活させる研究をしており、ランこそがその成果だったのだが、小松崎宗は人の命を弄ぶ研究に良心の呵責を受けて組織を裏切り、ランを死んだものとし、匿っていたのだ。冴子は自らが作りあげた高い知能をもった犬「パスカル」に野犬を操らせ人々を襲い、ついにはランの養父を殺害。殺人の汚名を着せられ、追い詰められたランは、冴子に殺された養父の敵を討つために立ち向かう。

#### 紅い牙・II 『鳥たちの午後』
（初出　別冊マーガレット　1977年7月号）
ランの敵となる悪の巨大組織・タロン、ランの恋人であるバードこと鳥飼修一、そしてランからの輸血によって超能力者として生まれ変わることになる少年・ワタルなど、後のシリーズまでの鍵となる人物・組織が登場する。
全寮制の名門「聖陵学園」。ランはここで、食堂の賄い婦としてひそかに生活していた。ロックバンド「文無し組」を結成している不良の鳥飼修一（バード）とひそやかに交友するラン。しかし、美貌の転校生のハンナ・ミュランの登場で、その平穏な日々は打ち砕かれる。小松崎宗のかつてのスポンサー、秘密組織「タロン」は超能力を利用した世界支配を目論んでおり、彼の研究成果であるランを奪還しようとしていた。ハンナはタロンがランを狩り出すために送り込んだエスパーなのであった。一方のバードは孤児であり、同じ境遇である初等部の少年ワタルになつかれていた。それを見抜いたハンナはESPでワタルを操り、車を暴走させてランの命を狙うが失敗し、ワタルは重傷を負う。その時、ランの血を輸血したことでワタルにもESP能力が生まれることとなるが、その力を制御できなかったワタルは、いつも侮辱してくる級友を殺してしまう。ワタルの身柄と引き換えに、タロンに降ることをランに要求するハンナ。ランとワタルを助けに突入したバードも撃たれて重傷を負い、ついにランはESPを発動。ハンナとタロンのメンバーを怒りの炎が焼き尽くすのであった。バードはランにワタルを託して死に、ランはワタルを連れ、当て所ない旅に出る……。

#### 紅い牙・III 『さよなら雪うさぎ』
（初出　デラックスマーガレット　1978年冬の号）
後にランの仲間になるロシア人のエスパー・イワンが登場。雪国での外国人への偏見と誤解をタロンに付込まれ、粉々にされた悲恋を描いた作品。
タロンに追われ長野県の奥地に追い詰められたランとワタル。ヘリから銃撃を受けたランはESPで撃退するが自らも重傷を負い倒れる。目覚めた彼女は亡命ロシア人の青年イワンの隠れ家にかくまわれていた。彼と恋人の西脇真沙子はひそかに交際しているが、よそ者のイワンを見る村人たちの目は冷たく、村の実力者である真沙子の父は彼らの交際を快く思ってはいなかった。ランを追うタロンの手はこの村にも伸び、村人の心を操ってイワンたちへの憎しみを増幅しランとイワンたちを襲わせる。反撃し村人を殺してしまった彼らは逃亡を余儀なくされるが、しかしそれはタロンの狡猾な罠であり、イワンと真沙子を人質にとったタロンはランに組織へ降ることを強要、ランは心ならずも従う。それを知ったイワンは封印していたESP能力でランを救出する。だがその直後に現れた村人の銃撃を受け、とっさにイワンをかばおうとした真沙子は……。

#### 紅い牙・IV 『タロン・闇に舞うタカ』
（初出　別冊マーガレット　1978年3月号）
タロンのエスパー部門のボス・サグが登場。バードがサイボーグとなって再登場。サイボーグとエスパーの結ばれぬ恋を描く。遠隔操作で他人に憑依して攻撃するエスパー・ミンガに苦戦する。
タロンの手から逃れ、伊豆の孤児院「聖バランタイン・ホーム」に身を寄せていたランとワタル。そこに、死んだはずのバードが現れる。狂喜するラン。しかし、バードは一切の記憶を失っていたのだ。そしてそこにもタロンの手が伸びる。バードはタロンの手によってサイボーグに改造され、エスパーであるミンガに操られ、手引きしていたのだ。孤児院の子供たちとランを誘拐したタロンは、子供たちの命と引き換えにランに服従を要求する。やむを得ず要求を呑むラン。タロンはランの血液を仲間に輸血する人体実験を行う。しかし、ランの中に潜む「紅い牙」にその男は操られ、ランの逃亡を手助けすることになる。脱出を図るラン。だがそこは海上の秘密基地であった。ランの魂の呼びかけにより自我を取り戻したバードは、我が身を引き換えにランたちを逃がし、基地を爆破する。そしてまたランたちは、あてどなくさまようことになる……。

### 白泉社 花とゆめ期
約3年間のブランクを経て、白泉社花とゆめ誌にてシリーズ再開。前シリーズまではタロンに対して受身であったランが、今シリーズでは小説家・桐生仁などの支援者たちを得ることで積極的にタロンへの対決姿勢を示している。

#### 紅い牙・V 『コンクリート・パニック』
(初出　花とゆめ　1981年1-2号）
重要キャラとなる小説家・桐生仁が初登場。自然保護をテーマに「安曇コンツェルン」（タロンを構成する五つの大会社の一つ）との闘いが描かれる。桐生は別作品『盗まれたハネムーン』にも登場。
秩父にある「安曇セメント」の工場が、謎の少女が率いる野犬の集団に破壊される。その事件を追っていた小説家の桐生仁は、重傷を負って病院に入院していたランを見出す。同じ病院で植物人間として入院していた青年、逸見茂の妹の圭子に出会った桐生は、安曇セメントの社長父娘の陰謀を知る。彼らはセメントの強引な採掘に反対していた逸見兄妹の両親を殺害し、兄も重傷を負わされていたのだ。そして、安曇グループの工場を襲っていたのは潜在的なエスパーである逸見茂のサイコキネシスと、安曇セメントに住処を奪われた狼たちの霊魂が一体化した亡霊だったのだ。安曇グループに所属するエスパー浅野の力でそれを知った安曇父娘は、圭子を誘拐し、茂の肉体の在り処を聞き出そうと激しい拷問を加える。しかし、圭子は口を割らず絶命、最後に残った狼の一匹も射殺される。怒りに燃えるランの中の紅い牙が炸裂、安曇コンツェルン本社のある「ギャラクシータワー」ビルを破壊する。

#### 紅い牙・VI 『ハトの旋律』
（初出　花とゆめ　1981年4-5号）
王翠学園を舞台に後の重要ファクターとなる「プロジェクト・ダブ（ハト計画　dove＝ハト）」の概要が明かされる。後に計画阻止の鍵を握る奈留・真知の榛原姉妹やランの仲間である応援団「新撰組」が登場する。
横浜の私立王翠学院。ランはそこで図書館司書として働いていた。それは、知人の東都日報記者が王翠学院でタロンの手でひそかに行われている「ハト計画」を追って謎の死を遂げたことを不審に思った桐生仁が、ランに依頼した情報収集だった。学院では生徒会長の三好と副会長の不破が異様なカリスマ性で生徒たちを扇動し、応援団「新撰組」を不良集団として排除しようとしていた。彼らこそタロンが送り込んだ「ハト」だったのだ。不破たちは生徒を操り少年院帰りの新撰組の団長、芹沢を殺害する。新撰組のメンバーは制服に血をつけて帰ってきた奈留を犯人と疑いつるし上げるが、ランの説得を聞き入れ王翠でのハト計画の阻止を決意する。ランは英語教室に潜入し、生徒たちがヒアリングテープで洗脳されていることを突き止めるが、タロンのメンバーである英語教師の四条の手におち、そこでハト計画の全貌を知らされる。ハト計画とは、優秀な若者を選抜しタロンの理想教育を施した上で社会のエリート階級に就かせ、世界を支配する計画だったのだ。ランは洗脳されそうになったところを危うく新撰組に救出される。彼らは自分たちを理解してくれたランを「仲間」と認めたのだ。ランたちは三好たちの陰謀の真相を一般生徒たちに呼びかける。次第に生徒たちは彼らの言葉に耳を傾けはじめ、危機感を持った三好たちは奈留を誘拐することでランたちをおびき出し始末しようとする。しかしその現場を警察に押さえられ逮捕される三好と不破、そこに四条が現れ「雪は降る」のメロディーを聞かせると二人は倒れ死亡する。ハトの脳には一定のメロディーに反応して死に至らしめる特殊な装置が埋め込まれており、「雪は降る」は任務に失敗したハトを粛清する「ハトの旋律」だったのだ。二人を消し逃亡しようとする四条、しかしランの「紅い牙」が目覚め四条を倒す。王翠のハトは消えたが、ランはまた「仲間」から離れ流離うこととなるのだ……。

#### 紅い牙・VII 『ブルー・ソネット』
舞台は1981年、ランは20歳になっている。もうひとりの主人公ともいえるエスパーサイボーグ・ソネットが登場し、バード、ワタル、イワンといったこれまでのシリーズの登場人物たちも活躍する。5年余りに渡るシリーズ初の長期連載だが、登場人物の服装などから1981年春から初冬にかけてのわずか数か月間の物語であろう。
第1部（初出　花とゆめ　1981年11号-1982年9号）
白い肌、青味がかった長い銀髪の美少女、ソネット・バージ。スラム街で生まれ育った彼女は父親がなく、母親からもその容姿のため疎まれていた。母親から強要された売春のショックで、備わった超能力が目覚める。しかしその超能力がさらなる母親の嫌悪を招き、結果としてソネットは自分を捨て男に走ろうとした母親を逆に殺してしまう。そんな彼女を悪の組織であるタロンが目をつけ、誘惑する。何もかもが信じられなくなったソネットは、汚れた体を捨て、エスパー・サイボーグとして生まれ変わった。彼女の任務は古代超人類の血を引く唯一のエスパーである小松崎ランを捕らえること。そのため彼女は転校生として王翠学院にもぐりこむ。奈留の姉・榛原真知や杵島大介は転校生ソネットに疑いを持つが、サグの特命で学院に潜入した斐川和秀によって、真知は催眠をかけられ操られてしまう。
一方ランは桐生の説得により、タロンとの戦いに備え自分の中の「紅い牙」をコントロールするためESP能力の訓練に励む。小半教授のESP研究所を訪れ、催眠療法によりランの「紅い牙」が発動し暴走するが、小半の娘である由里のテレパシーの呼びかけで危ういところで暴走は止まる、しかしそれをタロンの手先に偶然発見されてしまい、小半の研究所にタロンのメンバーとソネットが急襲をかけてくる。小半は射殺されランと桐生はタロンに拉致される。タロンは桐生からハト計画の情報源を割り出そうとし、またランの卵子を取り出しエスパーのクローンを作ろうとしていたのだ。タロンは桐生のかつての恋人で杵島大介の母親でもある美子を誘拐し痛めつけることで、桐生の情報源が東都日報の榛原克規であることを聞き出す。一方、ランの卵細胞を移植される実験台になったタロンの女性メンバーたちは、ランから過去に彼女の血を輸血されたタロンのメンバーが発狂し死んだことを聞かされ恐怖におちいり、彼女を逃がし自分たちも逃亡する決意をする。
かつてタロンの海上移動基地で爆死したはずのバードが実は生きており、タロンに放火されたESP研究所から由里たちを救い出す。由里のテレパシーの呼びかけによりバードはワタルと再会し、三名はランと桐生を救出するため、タロン日本支部でもある富士裾野の安曇重工研究所に侵入する。サイボーグ体のバッテリーが残りわずかで限られた命であるバードは、自ら囮となる捨て身の戦法をとり、ランには自分が再び現れたことを黙っているようワタルに口止めする。脱出にはからくも成功するがランと桐生は瀕死の重傷を負う。そして彼らの脱出を阻止しようと現れたソネットとランの「紅い牙」が激突。タロンの研究所は跡形もなく崩壊し、地割れに押し潰されそうになったソネットをとっさに助けたバードは彼女とともに地割れに飲み込まれてしまう。ソネットはバードがなぜ敵である自分を助けたのか疑問を持つが、脱出のためにバードと地下洞窟をさまよう内、バードに惹かれていく自分に気がつく。
救出されたランと桐生は、「紅い牙」の力により奇跡的に一命を取りとめる。意識を回復したランは、由里からバードが生きていたことを聞き、束の間の幸福に包まれる。
第2部（初出　花とゆめ　1982年12号-1983年8号）
バードは富士裾野の地下洞窟から脱出した後、ラン達の元には戻らず、ガソリンスタンドで働いていた。聖陵学園時代のバンド仲間・清水と高橋に再会し、オーディションに出場しプロデビューを目指さないかと誘いを受ける。
崩壊した安曇重工の研究所から、殺人兵器・タランチュラが抜け出す。タロンの秘密が漏れることを危惧するタロンは、タランチュラを追跡・破壊を試みる。東都日報デスク・榛原克規は、部下の血の犠牲の上にタランチュラのスクープ写真とタロンの存在を新聞の一面に掲載する。しかし、榛原が厳重に保管してきたタロンに関する情報は、斐川に操られた娘の真知によって盗み出されていた。記事はタロンの息のかかった政治家の圧力によりもみ消され、榛原は失脚する。
一方、連絡の取れないランや行方不明の美子を心配する奈留と大介ら新撰組のメンバーは、真知と共にソネットのマンションに忍び込むが、逆に斐川に殺されそうになる。謎の銀髪の外国人（イワン）により助けられ、真知も斐川の催眠から解放される。
イワンの強烈なESPを浴びせられ催眠能力を失った斐川は、自らの身の保全のためにタロンの秘密を握ると思われる奈留を誘拐する。斐川は真知に盗ませた資料から、奈留は元タロン幹部Kの娘であり、タロンの秘密情報を握っていると推し量ったのだ。斐川は奈留の口を割らせるために吸血ウナギで拷問すると共に、サグに強力なテレパス・ゲシュペンストを派遣させ奈留の意識下の秘密情報を引き出そうと躍起になる。一方、タロンに拷問され榛原の名前を出してしまった桐生は、ランに榛原の身辺保護を依頼する。訪れた榛原家で奈留誘拐を知ったランは斐川を追い、斐川と奈留抹殺命令を受けたソネットに出くわす。奈留に友情を感じるソネットは命令に背いて彼女を救うが、斐川を始末しランと突堤で対決する。ランは海中に落ち、タランチュラの体内に取り込まれてしまう。奈留は一命を取り留めたが、ゲシュペンストに憑依され、病院で付き添いをしていた由里を襲う。
最愛の人・真沙子を奪われたイワンは、タロンを憎み、世界各地のタロン要人を暗殺していた。ルーベ＝マス会長ジョルジュ・マンディアルグの豪華クルージング船に忍び込み殺害、メレケスの命も狙うがソネットにより阻まれる。
第3部（「鮮血の檻」編を間に挟む）（初出　花とゆめ　1983年13号-1984年10号）
ソネットからランを救ったタランチュラは、ランに子供のような情愛を見せるが、一人占めしたいあまりにランを無人島に閉じ込める。救出に来た桐生は、タランチュラは胎児の脳を使ったサイボーグで、兵器としての教育を受ける前に動き出したために、保護してくれる親を求めていたと推測する。
一方、奈留に憑依したゲシュペンストは、奈留の手を使って次々と殺人を犯していた。奈留を追いゲシュペンストの凶行を制止しようとした由里はテレパシー攻撃を受け、一時行方不明になる。肉体を持たず、悠久の中を生き続けているゲシュペンストは、自らの死を求めていた。奈留の体を殺して、斐川の父親に肉体を乗り換えようとしたゲシュペンストを、ランは自らに乗り移らせ、古代超人類の巨大な意識の集合体の中に吸収した。奈留は無事意識を取り戻す。だが実は、ゲシュペンストが「紅い牙」に取り込まれること自体が、サグの狙いだったのだ（鮮血の檻）。
バードはバンド・文無組の一員として、グリーン・アース運動主催のオーディションに出演する。サイボーグとなっていたバードは、超高速でベースの弦を弾く超絶技法を見せる。現在を生きていることを実感するバード。文無組は優勝し、バードは謎の外国人美女・ソニィとともに、バンド・NOVAのベーシストとしてプロデビューすることになる。素顔を見せず、メンバーに打ち解けようとしないボーカルのソニィに、バードはサングラスを取るように詰め寄る。なんと正体はソネットであり、バードに想いを告白する。衝撃を受けるバード。一方、ランはアーティストとして活躍するバードをメディアで目にし、彼が無事に生きていることを知る。ランはバードに会いたい気持ちが募るものの、自分と出会ったことで運命を狂わせてしまったとバードとの再会を躊躇するが、奈留に後押しされグリーン・アース事務所を訪れる。そこでソニィとすれ違ったランは、ソニィとソネットが同一人物であることに気づく。ランは、かつてタロンが彼女を手に入れるために、聖陵学園でバンドをしていたバードにハンナが近づいた時と、状況が酷似していることに不安を覚える。しかもグリーン・アース運動のスポンサーであるミューレックス社は、安曇グループの系列であった。ランは旧友清水と共にバードの自宅を訪れ書置きを残すが、後を追ってきたソネットは恋心から書置きを破いてしまう。その頃バードは、グリーンアース運動がタロンと無関係であることをサグに確認し(このバードとサグの関わりもストーリーの重要な伏線)、NOVAの活動を続けることを選ぶが、同時にランに関する決定的な秘密を知らされる。自分の命が続く間に「その時」が来たら、バードは愛するランを守るためにある決意をする。
奈留が行方不明の最中、榛原は真知をタロンの魔の手から守るため、隠れ里ともいえる寒村に匿っていた。その地で真知は、榛原家の養女は奈留ではなく自分であることを知ることになる。榛原夫妻が自分には距離を置いていると感じてきたことに合点がいく。真知の実の父親Kは、タロンを壊滅させるある秘密ファイルを、まだ幼かった真知の潜在記憶にプログラム・封印し、旧友の榛原に託していた。榛原は対タロンの切り札である真知を守るために実子として育て、実の娘である奈留を身代わりとしたのだ。専門家の元で真知の記憶の封印を解く作業が行われたが、真知はKの情報を語り終えた後、廃人になってしまう。榛原は情報を録音したテープとその解析を桐生に託し、一家は傷心のまま長崎へ旅立つ。
だが後日、真知の語った内容を解析するには、真知そのものがパスワードとして必要なことが判明するが、真知が廃人同様になってしまったために難航する（砂漠都市）。
砂漠都市（初出　花とゆめ　1984年15号-1986年18号）
ラン、桐生、由里は、Kのデータにリストアップされていたタロン要人達に探りを入れようと試みるが、要人達はイワンと思しき人物に先回りされて次々と暗殺され、手がかりをつかめないでいた。ランと由里は、偶然クレーン事故からミューレックス・黒部の娘を救い出したことをきっかけに、タロン要人の会議が行われるという黒部の別荘でメイドとして働くことになる。陸の孤島ともいえる断崖絶壁に建つ別荘・安曇ヴィラでは、なぜか由里のESPが使えない。ラン達は、毎晩夢とも現実とも区別が付かない悪夢に悩まされ、徐々に神経が磨り減っていく。タロンの要人達を招待したパーティーではメイド達は客の命令には絶対服従で、淫らな要求に応じていた。度重なる疲労と目の前の乱交・凶行に、ランと由里は冷静さを失い、何者かによる幻影の中に陥れられていく。しかし、ラン達とは別に潜入していたイワンとともに幻影を打ち破り、相手を倒す。ラン達に幻覚を見せていたのは、タロンESP部隊のエリート・フェネロスのエデベック兄妹であった。彼らはお互いの生命エネルギーを与えたり受け取ったりするESPを持ち、安曇ヴィラの老若男女たちを演じ分けていた。彼らが倒されると、安曇ヴィラは廃墟に戻った。これを機に、イワンはランの仲間に加わる。
ミューレックスから、ヘッドホン音楽プレーヤー「レボ」が発売された。直前に飛行機事故死したアイドル・松賀聖子を効果的に広告に使い、一種の社会現象となっていた。レボ対応CDはNOVAの楽曲であった。実はレボは、聴覚を通して人間の快感中枢を刺激すると同時に強い中毒性を与えるもので、言わば電子工学が生んだ麻薬だった。さらに、刺激を強めた裏ディスク「赤盤(アカバン)」が、闇ルートで中高生に広まっていた。榛原の腹心の部下・坪井は東都日報で反レボキャンペーンを試みる。桐生はこう推測する。レボのマインドコントロールにより、若者たちは二極化する。正義の怒りを暴走させる善意の若者たち、反社会的で陰湿な悪の側の若者たち。二つのタイプの対立により、タロンの唱える世界大浄化が加速し、世界統一国家の実現につながるのではないか、と。
わずか数カ月間でスーパースターになったNOVA。屋外コンサートの最中、落雷がソニィことソネットを直撃、失神する。救急車に乗り込みソネットに付き添うバードは、メレケスに背後から襲われ、ソネットとともにレボ=ディスクの研究所に運び込まれる。これは戦士としての冷酷さが失われたソネットに「再教育」を施すための茶番だった。落雷で気絶させたのは、再教育を彼女に知らせたくない、メレケスのせめてもの親心だった。研究所で目を覚ましたバードは、レボ末期中毒者たちのケダモノと化した姿を目の当たりにする。バードは脱出を試みるが、「再教育」を受けたソネットに倒され、腕をもぎとられる。恋していたバードの腕を高々と持ち上げるソネットの姿に、メレケスは再教育の成功を確信する。だが、ソネットはメレケスに背いて、深夜の研究室からバードの腕を持ち出し彼の体に腕をつなげ、これを目撃した同僚エスパーの口を封じる。一方、ランはイワンとともに研究所に侵入し、タロンの海上移動基地以来数年ぶりに、バードとの再会を果たす。だが、ずっと会いたかったはずなのに、過ぎ去った年月が長すぎたのか二人はぎこちない。彼らはソネットとESPユニット・オクトパスと対決するが、バードには攻撃しきれないソネットの隙をつき危ういところを逃れる。メレケスはソネットの「再教育」が失敗に終わったことを知る。
一方、タランチュラがテレビ局によって発見され、浦賀港への水揚げがテレビ中継された。秘密を守るために手段を選ばないタロンから逃げるよう、ランはワタルとのテレパシー中継でタランチュラに必死に呼びかけるが、サグに奪われてしまう。サグは、ランに阿蘇での決戦を申し渡し、ランはそれを受けて立つ。
実はバードはサグに自動起爆装置を握られていたため、サグと取引し定期的にランの様子を報告していた。サグの真の目的は、古代超人類の怨念の解放にあった。ランに次々とエスパーをぶつけることで、「紅い牙」が力を増し逆にランを支配するのが狙いだった。自身も古代超人類の血を引くサグは、タロンを利用しているにすぎなかった。バードは「その時」が来た場合、ランが世界中に破壊と死をもたらす化け物と化す前に、ランの魂を守るために彼女の命を奪う覚悟でいた。決戦の前に、バードはその決意をイワンだけに明かす。
ラン、バード、ワタル、イワン、由里、桐生の6人は最終決戦の地・阿蘇でサグ一味を迎え撃つ。サグの許で容赦ない「再教育」を受けたソネットは、溶岩を身にまとった醜いゴーレムの姿に変えられ、ラン達を襲う。ソネットを冷徹な戦士に育て上げられなかったことを咎められ幹部の地位を剥奪されたメレケスも、ソネットの最後の姿を見届けるために駆けつけるが、サグはソネットのランへの憎悪を煽るため、ランの仕業に見せかけてメレケスを殺す。ゴーレム体はあくまでもソネットにそう思い込ませていただけでありメレケスが致命傷を受けたショックでソネットは元に戻るが、メレケスを父と慕うソネットは、サグの狙い通りにランを殺そうと暴走する。一方、ランのバリアに守られていたワタル、由里、桐生もサグによってあっけなく殺されてしまう。呆然とするランの目から血の涙が流れ出した。愛する人たちを失った怒り、悲しみと、以前取り込んでいたゲシュペンストが引き金となり、ついに古代超人類の全人類に対する憎悪が覚醒したのだ。これまで「紅い牙」を抑えこんでいたランの人間らしさ、優しさは完全に失われ、恐怖の力が暴走した。
一方バードはサグを倒すため、自らの原子爆弾付きバッテリーを取り出して爆破させるが、失敗に終わる。彼らを嘲笑うサグは、ソネットのESPは脳にある腫瘍が作用したために生じたもので、彼女の余命は数年であることを明らかにする。彼女のESPだけが目的だったタロンは、ソネットをサイボーグ体にし、脳の腫瘍は温存したのだ。長年の壮大な企みが結実し歓喜するサグだったが突如光線が襲い、頭を消し飛ばされ絶命する。バードがバッテリーを爆発させた際にサグの精神コントロールから逃れたタランチュラが放ったレーザーであった。タロンに、サグにただ利用されていた事実にソネットは感情を乱すが、バードの説得により「紅い牙」の暴走を止めるべく立ち向かっていく。一方、サグの遺志を受け継いだタロン最強のテレパス・パトナはレボに洗脳された学生たちを操り、太古の昔、古代超人類を迫害・根絶やしにした人間たちを髣髴とさせ、「紅い牙」の憎しみを一層煽るため阿蘇火口に集結させていた。
バード、ソネット、イワンは学生たちが巻き込まれる被害を抑えようとするも、「紅い牙」の暴走はついに阿蘇五岳の大爆発を引き起こす。また皮肉なことに、「紅い牙」のESPとソネットとイワンがそれを抑えるために放った重合ESPの激突がさらに大地震や雷嵐を呼んだ。その天変地異の猛威は榛原姉妹の住む長崎にまで影響を及ぼし、雲仙普賢岳までも噴火する。Kの情報を得る処置が姉・真知に悪影響を与えているとする奈留は、真知を連れて逃走。その先の崖が地崩れをおこし転落しかけた際、テレパシーによってランの身に起こったことを悟る。そして奈留はランが元の優しいランに戻る願いと引き換えに自らの身を投じた。奈留の献身的な祈りが通じ、ランは奇跡的に自分を取り戻す。
しかしその時、ランは見ていた。自らのバッテリーをバードの為に差し出し、死んでいこうとしたソネットを。バードは、そのソネットの手を取り、二人は火口に墜ちていった。
その後、正常な意識を取り戻した真知によってKの情報の解析が進み、レボシステムによるタロンの集団コントロールの理論とハト計画の全貌が明らかになった。この重大な暴露情報によって影響力を取り戻した榛原克規によって手配された東都日報の反レボキャンペーンにより、レボは残らず廃棄され、ハト計画は大きな後退を強いられることとなった。

#### 紅い牙・VIII 『32シャッフル』
（初出　花とゆめ　1989年13号）
『ブルー・ソネット』がOVA化された際に花とゆめに掲載された作品。タロンとの最終決戦より数年後の1989年。主人公・ランのかつての恋人を思わせるベーシストが、自らの神憑り的な演奏と彼を利用しようとする故郷の町の歪んだ陰謀のために全てを奪われてしまう物語。連載中はうまく使えなかったランの超能力も、上手に使いこなしている。

## 登場人物

### 主要キャラクター
小松崎蘭（こまつざき らん）
主人公。1961年5月19日生まれ。血液型はB型。本編内では主に「ラン」「小松崎ラン」と片仮名で表記され、漢字表記で呼称されることは少ない。
生後すぐ両親と共に飛行機事故に巻き込まれ5年間狼の群れに育てられたが、彼女こそ「古代超人類」の持つ超能力「紅い牙」を受け継ぐ者である。「紅い牙」を我が物にしようとするタロンの執拗な襲撃によって愛する人々を次々と失い、数奇な運命をたどる。
養父である小松崎宗の死後は高校を中退して主にアルバイトで生計を立てており、いちおう家事はこなせるが要領が悪く『貘』ではナレーションから「もともとトロい」と酷評され、ラン本人も「にぶい」「ドジ」であることを自覚している。
日常生活では簡単な透視やテレパシー以外の超能力(ESP)をほとんど使えないが、幼少期に狼と過ごす中で培われた常人を凌駕する身体能力や怪力は問題なく発揮できるので、これを駆使してタロンの関連施設などへ潜入調査を行なう。また、格闘能力も高く常人相手なら容易く制圧できる。
危険が迫ったり激情にかられたりすると髪が赤く逆立ち、古代超人類の怨霊に由来する心霊的エネルギーを自在に行使できる「紅い牙」が発動する。「紅い牙」の力は絶大で、茂とダイの力で基底部を破壊されて倒壊寸前となったギャラクシータワーを支えるほどの念動力を使うことができる。また諸悪の元凶である安曇親子の足元を沈めてコンクリートになる前の岩に戻すなど、多種多様の力を発揮するが（『コンクリートパニック』参照）、変身しても絶対無敵という訳ではなく他のことに気をとられた際は、タロンからの銃撃を受け負傷したりソネットのESP攻撃を喰らって昏倒している。
怒りに支配されて「紅い牙」を発動させた場合は冷静な判断力を失うことがあり、取り分け『ブルー・ソネット』編では奈留がソネットの手に掛かり殺されたものと誤解したときや安曇ヴィラにて鞭うちの辱めを受けたとき、安曇ヴィラでの虐殺事件をイワンが引き起こしたものと誤解したときなどにセーブの効かなくなる描写が多々見受けられ、その危険性はゲシュペンストをランに吸収させるサグの姦計を通して次第に増大していき、最終章で「紅い牙の暴走」という最悪の事態を招くこととなる。
桐生やワタルたちを失う激闘の末、サグを含むタロンの精鋭エスパー部隊が壊滅した後、イワンとの共闘を拒んで孤独な戦いを選択し去っていく。
鳥飼修一（とりがい しゅういち）
通称「バード」。初登場は『鳥たちの午後』。聖陵学園高等部の不良学生だが、剛毅で律儀な人物でもある。友人の清水や高橋と結成した学生バンド「文無組」ではベースを担当していた。食堂の賄いをしていたランと相思相愛だったが、タロンの手に掛かりランとワタルに看取られつつ死亡する。
しかし、その遺体は回収されメレケスの手でサイボーグ「RX-606」として復活。『タロン・闇に舞うタカ』でランの前に再び姿を現すこととなる。当初こそタロンの「操り人形」だったものの強靱な精神力で洗脳を振り切って自由を取り戻し、サグやミンガを道連れに移動基地の爆煙の中へと消えていったが、実はサグのテレポートに巻き込まれる形で生存しており、その際に彼からランの監視役を命ぜられていた経緯が『ブルー・ソネット』編で明かされる。サグに自爆装置のキーを握られているため不本意ながら「取引」に応じるしかなかったが、ランの怪物化を阻止するという強固な意志のもと、監視任務もこなしつつ彼女の戦いを支援し続ける。
旧式の原子力電池で稼動している「プロトタイプ」ゆえタロンからは最新兵器に能力面で劣ると見做されがちだが、その酷評を蓄積された戦闘経験や自身のメカニズムを完全把握したうえでの戦術、そしてメレケス評すところの「鉄の意志」をもって覆していく。また、パワーでは最新型のソネットすら凌駕しており、B級クラスのエスパー相手ならバリアごと叩き潰せるらしい。阿蘇での最終決戦ではランに対する「悲壮な覚悟」を吐露した相手だからか、イワンとは知り合って間もない関係と思えぬほどの絶妙なコンビネーションを発揮し、オクトパス相手に善戦している。
サイボーグに改造され人間らしい感覚を失ったこと、バッテリー切れで命がいつ果てるともしれないことなどが強い葛藤を生み、それゆえベースからも遠ざかっていたが「NOVA」でのバンド活動を通じて情熱を取り戻し、やがて「自分の生きた証をどう残すか」という死生観につながっていく。
ランへの愛を貫いていく一方で、敵ながら自分に想いを寄せるソネットに対する気持ちでも揺れ動くが、母と自分を捨て昔の恋人と阿蘇火口に身投げしたという父親の最期が、最終的にバードへ意外な選択肢をとらせることとなる。
小松崎ワタル
初登場は『鳥たちの午後』、聖陵学園の初等部の生徒だった。孤児でありバードに懐いていたが、ハンナに操られランを車で轢き殺そうとするも失敗し、瀕死の重傷を負ったためランの血液を輸血され、それが理由で超能力をもつことになる。
以後、ランから「小松崎」姓を与えられ彼女の弟として行動を共にする。生命維持のため定期的にランからの輸血を必要とするも体細胞の疲弊が急速に進行しており、徐々に輸血を必要とする期間が短くなって早逝を避けられない状況下にある。こうしたバックボーンを背負っていることもあり『ブルー・ソネット』編の序盤までは繊細さが目立ったが、桐生や同級生の岡田との交流を経て明るく快活な面も見せるようになる。
超能力がもたらす身体能力の高さや怪力を駆使してタロンの雑兵を容易に蹴散らすことも出来るが、学校など日常の場では「運動オンチの虚弱児」を装っている。また、テレパシーに関してはランよりも精度が高いらしく、遠隔地に居る彼女からのテレパシーを第三者へ中継する役目も担う。
『ブルー・ソネット』では八溝台学院に通う13歳の中学生に成長している。
桐生仁（きりゅう じん）
作者の別作品『盗まれたハネムーン』に登場した伝奇小説家。37歳。本作では『コンクリート・パニック』での安曇セメントにまつわる事件の取材をきっかけにランと知り合い、『コンクリート・パニック』編から『ブルー・ソネット』編までのストーリーテラー的役割を担う。
普段は南青山の高級マンションで創作活動に励んでおり、著作が何度か映画化されていることから売れっ子の作家らしく、女子高生にも認知されているほど知名度は高い。安曇重工の津永も桐生と対峙する以前から、一読者として彼の著作を読んでいたらしい。
東都日報の榛原からタロンの陰謀を知ってランを匿い支援することになり、ランやイワンら反タロン派の頭脳的存在として活躍。神奈川県警の白根や城北大工学部の木内など各方面に友人・知人が多く、ときには彼らからの協力を得てタロンの動向を探ることもある。安曇重工技術研究所でタロンに瀕死の重傷を負わされ入院生活を余儀なくされるが、由里の助言もあり「安楽椅子探偵」として病室から引き続きランを支援。退院後は自宅マンションにてワタルら残留組と待機し、最前線で活動しているランからの要請を受けて行動することが多くなる。
洞察力が鋭く機転も利くうえ包容力にも満ちており周囲からの信頼は厚い（「ロマンチスト」と評する友人も居る）が、情報収集そっちのけでプラモデル作りに熱中する呑気な面もあり、若干ワタルへ悪影響を与えている。そんな桐生の人柄を「うそっぱち」と全否定する杵島大介はかつての恋人・美子との間に生まれた実子であり、桐生自身は美子の死の間際にそれを知るも大介との関係が改善される機会は最後まで訪れなかった。
最期となった阿蘇行きを前に、これまでのタロンとの戦い、入手した情報の記録を知人である桃生に遺す。銃器所持免許があるらしく、最終決戦時には散弾銃で武装する姿も見せていた。
小半由里（おながら ゆり）
小半教授の娘。優秀なエスパーで強力なテレパシー、千里眼、さらには未来予知能力を持つ。15歳の時に開花した自分の超能力に夢中になった父親が原因で恋人を失ったことで精神の均衡を失い父を殴打し、頭部を暖炉に突っ込んで焼身自殺を図ったが助かる。しかしその時の大やけどにより顔が焼けただれ、視覚も聴覚も失ってしまい、しゃべることもできないが食事による栄養摂取は可能な模様。小半教授の研究所がタロンに襲われた事件をきっかけに正常な精神を取り戻して、ランの味方となる。娘のゆみを救ったソネットが、実は心優しい少女であることを理解している。具体的な年齢は示されていないが、小学2年生の娘のゆみを妊娠したのが高校生の時であったことから、20代半ばである。顔を隠すため、人工皮膚のマスクとサングラス、ウイッグを着用している（ただのマスクのはずだが、劇中では汗をかいたり口元の表情が変わる等の表現あり）。同じ超能力者であるランやワタルとはテレパシーで会話し、桐生ら常人とは筆談を通して意思表示を示す。ランの良きサポート役として相談相手のみならず、ときには共にタロンの懐へ飛び込む活躍も見せ阿蘇での最終決戦にも同行するが、愛娘ゆみのもとへと帰ることは叶わなかった。『ブルー・ソネット』編での登場。
イワン・ナザレフ・フョードロヴィチ
亡命ロシア人の青年。初登場（『さよなら雪うさぎ』）時は18歳。目元が銀髪に覆われており、背中の広範囲に火傷の痕がある。読書家で日本語は堪能。医者を志していた。強力なPK、テレポーテーション、テレパシー、変身能力等を自在に操る多能エスパー。彼の両親はESP能力を持つ息子(イワン)をソビエト軍当局が軍事利用することを恐れ、幼い彼を連れて日本国内に潜伏（アメリカも超能力者を軍事利用したがっていたため、アメリカへの亡命は選択できなかったと思われる）したが、母はシベリアの極寒の中で、父は病で命を落としてしまう。村人からの迫害にもめげずに成長した後、タロンの手から逃れ放浪していたランたちと出会うが、その際、タロンメンバーの心理操作を受けていた村人の手により恋人・真沙子をも失い、初めて村人たちへの怒りを叫びながら真沙子の亡骸を抱えつつ村から去っていく。
その後『ブルー・ソネット』編で再登場し、世界各国を股に掛けタロン関係者を暗殺する復讐の旅を続けながら日本へと帰国。マンディアルグを葬ったのち、潜伏していた安曇ヴィラにてランと再会するがエデベック兄妹の策略に嵌った彼女から敵視され、あわや同士討ちの危機に陥るも紆余曲折を経てランの誤解を解き、正式に仲間となる。暗殺活動中に会得したのか、ESPを用いず敵の仕掛けたトラップを回避する術にも熟達している一方で、重傷を負っている身にも関わらず軽口で誤魔化す悪癖がある。作中唯一、タロンと(遺恨はあるが)関わりの無い強力な戦闘力を持つエスパーである。
阿蘇での最終決戦では、事前にランへの真意を聞かされていたバードや彼の説得で味方になったソネットと共闘（このときソネットと共同してではあるが覚醒した「紅い牙」を一時的にも食い止めており「人間」としては超一流のエスパーである事が分かる）。多くの犠牲者を出した戦いも辛うじて生き延び、榛原一家と共にランの出立を見送ったが、その後の動向は不明。
榛原奈留（はいばら なる）
王翠学院高等部の生徒で真知の妹。榛原家で養女として育てられたが、実は榛原夫妻の実子。本名は「榛原 真知」。『ハトの旋律』編で司書として働いていたランと親しくなり、『ブルー・ソネット』編ではゲシュペンスト事件後に一時同居するなど親友的存在となる。
誰にでも分け隔てなく親身に接する優しい性格の持ち主で任務上、他人と距離を置かねばならないソネットも密かに親愛の情を寄せるほどだったが、斐川和秀による監禁・拷問やゲシュペンストの憑依など過酷な目に遭い続けたことで精神的に一皮むけたのか、ゲシュペンスト事件後はバードとの再会に躊躇するランを積極的に後押しするなど、アグレッシブな面も見せるようになった。
榛原真知（はいばら まち）
王翠学院高等部の生徒。奈留の姉で同い年であるが、実は榛原家の養女。本名は「櫟(くぬぎ) 奈留」。初登場は『ハトの旋律』編。
応援団「新撰組」のメンバーであり一般生徒たちからは疎まれているが、彼女がツッパリ気味の応援団に入った理由のひとつとして養女である奈留を両親が自分より大切にするというコンプレックスがあった。
杵島大介いわく「勉強さっぱりのパーチクリン」とのことだが勘は鋭く、『ブルー・ソネット』編では養父・克規の言葉からソネットの正体に疑念を抱き確証を得ようとするも、それが災いして斐川和秀の催眠支配下に置かれ、結果的に克規を破滅へ追い込んでしまう。
物語中盤、実の父親Kにタロンの秘密情報を潜在意識の記憶領域へプログラムされていたことが判明し、タロンに対する「切り札」としての存在感がクローズアップされるが、それに伴って人格が完全崩壊してしまう。最終的には皮肉にも奈留の最期を目の当たりにしたことで自我意識を取り戻し、養父母やイワンと共にテレポートで去り行くランを見送った。
ソネット・バージ
『ブルー・ソネット』編から登場するタロンのエスパー・サイボーグ戦士で、同作におけるもう一人の主人公。
青味がかった銀髪の美少女。タロンにスカウトされた1980年当時の年齢は16歳。プエルトリコ系の母とおそらく白系ロシア人の父の間に生まれニューヨークのスラムに育った。13歳の頃からESP能力の兆しを見せていたが、レイプされた際に発揮した超能力で犯人を殺してしまい、以来、周囲の人々に「悪魔の子」「魔女」と恐れられ、母親には売春を強要される。母親に裏切られ殺されそうになったことで驚異的な念動を暴発させて、多くの人々を死なせてしまい、それがきっかけでタロンによって（誘拐同然に）スカウトされ、洗脳じみた説得を受けて、その戦士になる事を了承する。
Dr.メレケス執刀の下、約1年の期間を掛けてサイボーグとして生まれ変わり常人の10倍のパワーを得るに至った。超能力もテレパシーやテレポート能力こそ無いが、サイコエネルギーを源泉とする念動波やバリアなど戦闘に特化したESPに関しては桁外れのポテンシャルを秘めている。その反面、脳の感覚器官に改造が施されていない影響なのかESP使用後は頭痛に苛まれる描写が最初期から存在していたが、脳への未改造はサグが「ある思惑」のため敢えて残しておいたことが、阿蘇での最終決戦時に明かされている。
タロンの戦士として非情な作戦に従事しランとの戦いを繰り返す中で、ランと関わりのある人物達と接し、人間としての優しさや思いやりを取り戻していく（初期から子供のゆみをタロンの抹殺から救うなど、非情に徹する事が出来ない善良さは示している）。
安曇重工技術研究所での「紅い牙」との対決で意識を失ったところをランの恋人であるバードに救われ、以降は彼を慕って想いを寄せるようになるが、同時にランに対しても単なる捕獲対象にとどまらぬ暗い感情を向けるようになる。
最期は体内のバッテリーを抉り出して機能停止直前のバードへ譲ろうとするも、それを拒否した彼に抱きしめられつつ共に阿蘇の火口へ消えた。
ソニィ
ソネットがバードに諭されるまで正体を隠した、グリーン・アース運動を推進するために結成されたバンド・NOVAの外国人女性ボーカル。運動の重要性を熱く説き、バードにNOVA入りを決意させる。
奈留や桐生といった常人からすればソネットとは別人の声質に聴こえるものの、同一人物であることを見破ったランは「人工声帯による変化」との見解を示しており、その精度は同じサイボーグであるバードですら身近に居て気付かなかったほどである。
ヨゼフ・メレケス
タロンのサイボーグ部門を統括する幹部。サイバネティクス工学の権威であり、ソネット、バードを含む多くの若者を実験的にサイボーグ化した。
非常に小柄で外見が冴えなかった上に、社会的にもナチス政権下のユダヤ系ドイツ人という弱い立場だったため、若き日に婚約者を家族の仇の一味に寝取られるという辛い失恋をしており、その屈辱と無念をバネにして懸命な研鑽を積んだ結果、驚異的な科学的実績を打ち立ててタロンに目を付けられ、サイボーグ技術部門のメンバーに迎えられる。元来が弱い立場の人間を気遣う優しい心を持ってもいるが、若き日の無念を晴らすために加わったタロンのメンバーとして、任務であれば子供でも躊躇せず殺害を命じるなど冷酷非情に徹していた。
自身が手掛けた「作品」の中でも取り分けソネットを「生涯最高の傑作」と評し周囲に誇っていたが、安曇技研における「紅い牙」との対決で一時ソネットが行方不明になった際はひどく落胆する。後に彼女が生還を果たすとRX-606＝バードとの関連性を問うこともなく涙を流して喜ぶなど、この頃から無意識下でソネットをわが娘のように愛し始めていた節があり、彼女がバードへの恋愛感情を抱いていることに気付いた際は「タロン幹部」としての使命と、「父親」としての情との板挟みに葛藤する描写も見受けられ、それが彼の破滅へとつながっていく。
一方で「失敗作」と酷評するバードに関しては、洗脳を振り切りタロンと戦い続ける彼の「鉄の意志」に一目置いていると発言し、バードが自分かソネット以外に倒される事には怒りを抱く程度の情がある。バード自身も「火星頭の狂人」とメレケスへの嫌悪感を隠さない反面、生身の頃と変わらぬフィーリングでベースを弾くことが可能なメレケスの改造技術自体には、ある種の敬意を抱いている。
間食する際の必需品としてポップコーンを好むなど世俗的な面もある。『ブルー・ソネット』編での登場。
サグ
タロンのエスパー部門を統括する最高幹部。初登場は『タロン・闇に舞うタカ』。
冷静沈着にして傲慢かつ自信に満ち溢れた性格だが、『ブルー・ソネット』終盤ではタランチュラ強奪時における自衛隊員の大量殺戮や、ソネットに対する「死刑相当の厳罰」を通して残虐な本性も露わにする。また、エスパーを「消耗品」と看做していることに不満を抱く超能力者も多い。
タロンを裏切ってバードと極秘裏に連絡を取っていたが、それはバードを通じてランの情報を得るためだった。
最上級エスパーのイワンやソネットが張るESPバリアをも打ち破る「バリア=クラッカー」なる強力なESPを有しており、この能力でメレケスやワタル・桐生・由里らを惨殺し、ランの中に眠る古代超人類の怨念を覚醒させることに成功した。
彼自身が古代超人類の末裔であり、タロンのためと見せかけながらも、実は古代超人類による人類への復讐のためにこそ動いている。その意味で彼もまた「紅い牙」の意識の下に動いており、「紅い牙」が決して主人公ランを守るための力ではないことを如実に証明する存在でもあった。自身の（あるいは「紅い牙」の?）願望が成就する寸前、タランチュラの高出力レーザーを受けて頭部を吹き飛ばされ、あっさりと絶命した。

### サブキャラクター
『狼少女ラン』
小松崎宗
ランの養父、動物学者。かつてはタロンをスポンサーとし、古代超人類の遺伝子を濃縮し現代に復活させる研究に携わっており、人間を急速に成長させる技術との併用で多くの人命を消費しながら、古代超人類の復活を推し進めていたが、ランという成功作を生み出した時点で、神をも畏れぬその研究の冒涜的な過ちに気がつき、ランを組織から逃がす。
寄木冴子
ランの高校の生物教師。寄木の父親は小松崎宗の元共同研究者だった。父に似て優秀だが自己顕示欲の強い利己的な人物で、父親の研究成果であるランを奴隷にすべく、残酷な策略をめぐらす。おそらくは彼女もタロンのメンバーだったと思われる。
パスカル
寄木により作り出された、人間並みの高い知能を持つ犬。寄木の命令に従い、ランを陥れるため野犬に人を襲わせる。
元来が温和な性格だったらしく、徐々に寄木の残忍さについていけなくなり、小松崎の死をランに告げ、寄木の銃撃を受けるも背後からランを殺そうとした寄木の喉笛に喰らいつき道連れにする。
桂木麗子
ランの親友。本作で決別して以降、タロンとの死闘が長期に及んだ影響でランに余裕がなかったためか麗子との日々を回想することもなかった。
作者の別作品『みどりの少年—青木ガ原心中—』で死霊の村に迷い込み、榊原富士雄とのつかの間のふれあいと別れを経験する。
桂木一馬
麗子の兄。ランに好意を寄せている。
『みどりの少年—青木ガ原心中—』に妹と共に登場する。
『鳥たちの午後』
ハンナ・ミュラン
タロンが聖陵学園に送り込んだ美貌のエスパー。生徒たちを超能力で操り、ランを捕らえようとする。
清水宣之、高橋耕平
聖陵学園におけるバードの友人たちで、学生バンド「文無組」のメンバー。
数年後の『ブルー・ソネット』編では、バードを再結成した「新生・文無組」に誘い「NOVA」デビューのきっかけを作る。清水はバードと共に「NOVA」の一員となるが、その件で高橋との間に溝が生じてしまい本編内で関係が修復されることはなかった。
『ブルー・ソネット』連載時では作者が下の名を忘れていたためか、名前がそれぞれ「清水考一」「高橋保弘」になっていた。

『さよなら雪うさぎ』
西脇真沙子（にしわき まさこ）
イワンの恋人。長野の寒村の実力者の娘だったが、恋人のイワンがランを狙うタロンにとっての障害と見なされた事で、イワンを狙うように心理的誘導を受けた父たちの銃撃から、咄嗟にイワンを庇い、命を落とすこととなる。

『タロン・闇に舞うタカ』
ミンガ
タロンのエスパー。他人の心を思い通りに遠隔操作する能力を持つ。サグやバードらと共に移動基地の爆発に巻き込まれ生死不明となるも、テレポートで難を逃れた彼らとは異なり爆風で死亡していたことが『ブルー・ソネット』編でのバードの台詞にて明かされている。
フェリペ神父
孤児院・聖バランタインホームを運営する神父。素性の分からないランとワタルを温かくホームに受け入れる。後に、ワタルの八溝台学院進学の際、身元保証人となり『ブルー・ソネット』編でも健在であることがランの台詞で示唆されている。

『コンクリート・パニック』
安曇省三
安曇セメント社長。強引な開発により反対派の逸見氏と妻を殺害。息子の茂も植物人間にする。安曇一族ではあるがタロンとは無関係な凡人。
安曇麗子
安曇省三の娘。嗜虐的かつ残忍な性格。父とともに逸見一家に非道な仕打ちを行う。
浅野
安曇重工の技術研究部に所属するエスパーで、実はタロンから派遣されたエスパー部隊のメンバー。「かまいたち」のようなサイコキネシスを操る。
逸見茂
自身を植物人間にし、両親をなぶり殺した安曇親子に復讐するため、生き霊となる。セメント採掘で山を破壊された恨みを持つ狼とともに、セメント工場に襲い掛かる。
逸見圭子
茂の妹。兄思いの少女だが、茂の復讐を阻止しようとする安曇親子に捕えられて、嬲り殺されてしまう。
久保幸司（くぼ こうじ）
角倉書店「野獣時代」の編集者で、桐生の担当。桐生の取材に同行し、超能力者・小松崎蘭の存在を追う。その後、『ブルー・ソネット』編ではタロンの存在を桐生に打ち明けられ、レボの危険性に関する特集記事を企画する。
緊迫した展開を和ませるコメディリリーフ的な存在だが、情報収集係としては有能で三村の強引な取材方法を危惧する思慮深い面もある。
東都日報の坪井や法らと共にタロンの秘密兵器・タランチュラの水揚げ現場へ潜入するも、タランチュラ強奪部隊の襲撃に巻き込まれ殉職する。
桃生（ものう）
ブティック・ヘリオトロープの女性オーナー。登場回数は多くないが、桐生が信頼を寄せる友人。桐生に気があるふしがある。『ブルー・ソネット』編にも登場し、阿蘇の最終決戦の前にはタロンとランに関する貴重な資料を桐生から預かるも、それが桐生との今生の別れとなってしまう。

『ハトの旋律』
杵島大介（きじま だいすけ）
王翠学院の生徒。父・母の美子・妹の真美との4人家族。応援団から抜け出そうとして暴力沙汰を起こした際、止めに入ってくれたことからランに好意を寄せる。実は桐生仁の息子であり、母は小説家として世に出る直前の桐生の恋人だったことが『ブルー・ソネット』編にて明かされる。世間が面白がって噂した「桐生仁は文学賞の為に恋人を売った」というスキャンダルを真に受け、彼が自分を身ごもっていた美子を捨てたと信じており桐生を憎んでいる一方で、華奢な少女らしからぬ80キロ以上の体重や保険医・辻の遺した言葉からソネットに疑念を抱く鋭い洞察力、危険を承知でソネットのマンションへ侵入する度胸と行動力など、実父譲りの本質が具わっていることを窺わせる描写も多い。
奈留が斐川和秀に誘拐された際、ソネットを問いつめるランが思わず口走ったことで母・美子がタロンに殺されたことを知り、タロンへの復讐を誓う。その後、桐生の口から母の死を確認するシーンを最後に登場しなくなったため実父と和解する機会を失い、大介自身の動向も不明である。
近藤総八（こんどう そうはち）、永倉俊明（ながくら としあき）
王翠学院の生徒。応援団「新撰組」のメンバーである。応援団を抜けようとした杵島大介に制裁を加えようとしたが、硬派な学生としての自負心ゆえに懸命に応援団活動を志向していた彼らは、不良行為に明け暮れる現在の応援団幹部に見切りをつけた杵島の考えにも理解はしめしており、後にランの説得に応じ「ハト計画」の真相究明に力を貸す。『ブルー・ソネット』編では杵島や榛原姉妹らと共にソネットが住むマンションへの侵入を試みるも、待ち構えていた斐川和秀の催眠能力によって屋上から転落させられそうになるが、危ういところをイワンに救われたうえで彼から杵島ともども身体を操られる形となり、間接的ながら斐川の撃退に貢献した。
三好延之、不破霜子
タロンが王翠学院に送り込んだ「ハト」で生徒会長と副会長。生徒たちを洗脳教育で操ろうとしていた。それをかぎつけた東都日報記者を殺害したことからランたちが調査に乗り出すことになる。タロンの英才教育を受けたエリートとしての自負心にあふれていたが、その実態は脳内に埋め込まれた”ポップコーン”によって、タロンへの服従を強いられた”工作員”でしかなかった。
四条
王翠学院の英語教師。タロンのエスパー部隊の工作員で、発火能力の持ち主でもあり、現場の指揮官として三好たちハトに指示を与えていた。英語のヒアリング教材に特殊な洗脳音波を含ませ生徒たちを操ろうとしていた。功名心からランに関する報告を怠ったスキを突かれて王翠で進めていたハト計画を蹉跌に追い込まれてしまい、ランを殺そうとして返り討ちにされる。
芹沢
王翠学院理事長の息子。応援団の団長だが札付きの不良として（おそらくは三好たちの手配で）少年院に入っていた。三好との決着に固執するあまり、三好たちによって真夜中に誘う出された所で「（この世から）排除」される。
生徒達の姓は新撰組隊士にちなんでいる。
白根（しらね）
桐生仁の友人で神奈川県警察の刑事。タロンの陰謀を嗅ぎつけ、内密に捜査している。自身を「ほかの連中よりは不思議ってやつに慣れてる」と評し、ランのような超能力者の存在についても柔軟に受け止めており、超常現象の類に懐疑的な部下を説き伏せることもある。
警察上層部にも圧力を掛けられるタロンの妨害により表立って捜査できないが、『ブルーソネット』編でも引き続き桐生やランを影から支援。「鮮血の檻」では奈留（に憑依したゲシュペンスト）の手で惨殺された東亜貿易社員らの遺体や拳銃などの証拠物件を、ESPですべて消去させてしまったランの隠蔽行為に対し、「あくまでも奈留は憑依されていた被害者」であるのを理解していたこともあり、不問にする配慮も見せた。
プライベートでは妻と2人の娘との4人暮らしで子煩悩な面もある。作者の別作品『冥界人形レヴィ・ドール』にも登場する。
安藤正幸
東都日報の記者。桐生の大学の後輩で、榛原克規の腹心の部下。王翠学院で進行しているハト計画を調査していたが、三好らによって殺害された。

『ブルー・ソネット』
＜ランの仲間とその関係者＞
小半教授
由里の父親。優秀な心理学者だったがESPの研究に熱中するあまり娘の由里を実験台にし、ついには彼女の人格を崩壊させてしまう。タロンの正体を知らずに援助をうけESP研究所を開設、優秀なエスパーを安曇重工に紹介していた。ランを捕らえに来たタロンに銃殺される。
小半ゆみ
由里の娘。由里のような際立ったESP能力はないが、母親の予知した内容を予知夢として見ることがある。タロンの銃撃を受けるが、ソネットのESPにより助けられる。
片岡
小半教授の助手。彼もタロンからの銃撃を受けるが、ゆみ共々ソネットのESPによって一命を取り留める。小半邸の焼失後、由里がランと行動を共にしている間は、ゆみを自宅に預って暮らしている。作者が間違えたためか、最終章「砂漠都市」では「片山」になっている。
辻
王翠学院の養護教諭。メレケスによって緊急のメンテナンスを受けていたソネットがサイボーグである証拠となる光景を目撃してしまい、ソネットの念動で拘束された挙句、直後に自殺させられてしまう。しかし、死の直前に彼女が発した「やめて、ソネット」の叫びによって、杵島大介はソネットに疑いの目を向けることになる。
杵島美子（きじま よしこ）
大介の母。旧姓・式見（しきみ）。かつて桐生と愛し合っていたが、彼を小説家として世に出すため文学賞審査委員の一人に自ら身を任せ、何も知らない桐生は文学賞を受賞する。美子は何も言わずに桐生の前から去ったが、彼との間に大介を身ごもっていた。タロンは口を割らぬ桐生の目の前で、彼が今も変わらずに愛し続ける美子を拷問し死に至らしめる。死の間際、桐生に「大介はあなたの子」と告げた。
岡田（おかだ）
ワタルの八溝台学院でのクラスメートで生一本な性格だが、年相応に好奇心が強く少々天然ボケ気味な面も持ち合わせている。ワタルの虚弱体質が「世をしのぶ仮の姿」であると疑っており、終盤では直に超能力の一端を目撃したことで元々抱いていた彼への好意を再認識するが、それがワタルとの今生の別れになってしまった。番外編『ワタルくん・スクランブル』にも登場する。
榛原克規（はいばら かつのり）
東都日報の社会部デスクで、榛原姉妹の父親。親友Kの娘“奈留”を引き取り、実の娘である「真知」という名前で12年間育てていた。
彼自身の鋭い分析能力とKによってもたらされた情報によってタロンの存在を早くから知り、多くの部下や桐生をはじめとする友人・知人たちを動かしてタロンの陰謀を暴くべく行動し、その調査の過程でメレケスの経歴も把握していた。
報道規制や部下の殉職、果ては直接タロンからの襲撃を受けるなど幾多の逆境に晒されつつも、タランチュラの写真を一面トップ記事へ掲載し遂にタロンの名を世に知らしめるが、先手を打った斐川和秀によって12年にわたり収集していた極秘資料を東都日報上層部や各関係機関にリークされてしまい事実上、失脚させられてしまう。
失脚後は戦時中、疎開生活を送った岩手県の遠縁宅へと身を寄せていたが、そこで再会したKの弟・謙治により己の素性を知った真知へ真実を明かさざるを得ない状況に陥る。その後、駆けつけた磯村教授へ真知の中に封印されているKの情報解除を託すも、結果的に真知の人格崩壊という更なる不幸に見舞われてしまう。真知の犠牲を払って入手したKの「切り札」たる90分テープ10巻分の資料分析を桐生に託した後、真知の療養のため奈留も含めた一家4人で妻・美枝子の実家がある長崎県へと去っていく。
九州全土を巻き込む最終決戦で奈留を失った後、自我を取り戻した真知とランとの別れを美枝子やイワンと共に見守った。
榛原美枝子（はいばら みえこ）
榛原の妻で、榛原姉妹の母親。夫の信念を理解するものの、夫の親友Kを家族もろとも皆殺しにしたタロンと対決することで、家族の平和と安全が奪われることを危惧しており、それゆえ当初は榛原家に災厄をもたらす存在としてランを敵視していたが、彼女が奈留の救出を果たしたことで態度を軟化させ理解を示すようになり、真知とランとの離別にも夫と共に立ち会った。郷里である長崎の実家には年老いた母が健在。
K
本名、櫟宏幸（くぬぎ ひろゆき）。元タロン幹部の科学者だったが組織に疑問を抱き、愛娘“奈留”（真知）の潜在的な記憶にタロンの秘密情報を入力し、対タロンの「切り札」として旧友の榛原に託す。その後、裏切りが発覚しタロンに妻子ともども射殺されるが、皆殺しにされることを見越したうえで何の関係もない幼女を“奈留”のダミーとして道連れにしたり、自身の開発した記憶封印法が未完成で“奈留”の人格崩壊を招く危険性があることを知りながら施術したりと、機密を守るためなら手段を選ばぬ数々の非人間的な行為は、事後を託された榛原および磯村教授のみならず解読を引き継いだ桐生や垂水らをも大いに苦しめることとなる。
櫟謙治（くぬぎ けんじ）
Kの弟で、真知の実の叔父。榛原の旧友でもあり互いに「謙治」「克」と呼び合う間柄。異形の形相を隠すため幼少時から仮面を付けている。
真知の実名こそが“奈留”で、なおかつKの娘でもあることを真知に告げ彼女の記憶を呼び覚まし、実父に施された「切り札」の解除作業へ間接的ながらも同意させる。Kこと兄・宏幸には、自身を騙して“奈留”のダミーたる幼女を攫わせたこともありネガティブな感情を抱いている。
磯村教授
結城医大病院の精神科医師。かねてより榛原から真知の潜在記憶にインプットされたKの情報の引き出しを依頼されていたが、榛原が中東戦争やタランチュラ騒ぎなどに忙殺されていたことや、自身の海外出張などで互いにタイミングが合わず先送りとなっていた。帰国後、岩手県にいる榛原と合流し真知の記憶領域から膨大なデータを入手するが、実子の精神崩壊すら厭わぬKの方法論には磯村も怒りを禁じ得なかった。
木内（きうち）
城北大工学部の研究員で桐生の知人。電算機室内でタバコを吸うなど研究員らしからぬ型破りな面がある。桐生からの依頼でKの情報解析を試みるも、アダルトゲームに偽装したKの周到なトラップに翻弄されていた。木内は情報の一部がコンピュータープログラム言語であったため、核心部分を得るにはキーの存在が重要との見解を示すが、のちに真知そのものがキーワードになっていたことが明らかになる。
垂水憲之（たるみ のりゆき）
電子工学博士にしてミューレックスの競合・CBSサニーの元オーディオ開発研究部次長。発売以前に「レボ」試作品を会社から横領した金で入手し雲隠れする。その後、実の妹・英津子が中毒になったことからいち早くレボの危険性を察知、マスコミ各誌に密告するも結果的に妹を自殺に追い込んでしまい著しい精神的ショックを受けるが、ランに救われ正気を取り戻す。以降、ラン達に協力してレボシステムの解明とKの情報解析を試み、のちに榛原一家のいる長崎県まで出向いて真知をコンピュータに直結しキーを引き出そうとするが、強引とも言える手法は奈留の不信を買い「紅い牙」の暴走で九州全土が未曾有の災厄にさらされる中、榛原姉妹の逃走という事態を招いてしまう。
英津子（えつこ）
垂水の実妹。兄が入手した「レボ」の試作品に夢中になるうちに重度の中毒になる。幻覚に苛まれて垂水から逃げ出すうちに、山手線ホームに飛びこみ死亡する。
坪井（つぼい）
東都日報社員で、榛原の腹心の部下。垂水からレボの危険性を知らされ、いち早く東都日報で反レボ・キャンペーンを打つ。かつては陸上部に籍を置いていたとのことで体力に自信はあるが東亜貿易倉庫への突入時、遠回しにランから足手まとい扱いされ彼女に反感を抱くものの、常人離れしたランの身体能力を目の当たりにして納得し彼女のフォロー役に徹する。「紅い牙」の発動を目撃した数少ないサブキャラのひとりでもある。久保と同様の経緯でタランチュラ水揚げ時に命を失う。
要（かなめ）
榛原の部下である東都日報社員にして、取材用ヘリコプターの操縦士。コクピットに非常食としてポッキーを忍ばせており、本気の操縦をする際に頬張るクセがある。安曇重工研究所から脱走したタランチュラのスクープを同僚・法とともに狙うが、逆にヘリを撃墜され殉職する。
法（のり）
東都日報のカメラマンで、榛原の部下。要の死に涙しながらタランチュラのスクープ撮影に成功するが、タランチュラのワイヤーに片足を奪われてしまう。後日、坪井らとともにタランチュラの水揚げ現場に潜入するも、サグらに操られたタランチュラによって足場にしていた建物を破壊されて命を落とす。
国枝隆二（くにえだ りゅうじ）
東都日報のプレスライダー。自称「人づきあいも世渡りも下手なバイクばか」。元オートレーサーだったが八百長と傷害事件でレース界から追放され、荒んだ生活を送っていたところへ友人の要から現在の職を紹介され、生きがいを取り戻す。それゆえ要に恩義を感じており、彼の「遺品」たるスクープを収めたフィルムの輸送に命をかける。
タロンの執拗な追撃の中、ダミーのフィルムを掴ませることで最終的にタランチュラをスクープした法のカメラ映像を社の同僚に渡すことができ、史上初めてのタロンについての暴露記事一面掲載につなげるが、妨害による事故の負傷は重く、坪井との電話連絡中に息絶える。
富岡清次（とみおか せいじ）
ゲシュペンストに憑りつかれた奈留が殺人を犯した現場である屋敷の管理人。67歳。妻に先立たれた挙句、息子夫婦と生まれたばかりの孫娘も交通事故で失い孤独に苛まれ精神を病んでしまうが、ゲシュペンストに襲われた由里を死んだ孫娘と思い込み屋敷の地下で介抱していた。由里を救出しにきたランたちが孫娘を奪うものと錯乱した富岡は地下室に火を放ち、そのまま焼死した。
板場和臣（いたば かずおみ）
「新生・文無組」でベースを担当していたが、オーディション決勝では高橋と清水の判断でバードに交代させられていた。険悪な空気の中、会場に来たものの機械の体でベースを握ることを躊躇するバードへ「明日の自分をあきらめたら現在の自分をも失ってしまう」と迫り、彼の出場を促したのちベースを譲る。後日「NOVA」のメンバーとなったバードや清水に見送られ、海外での成功を夢みてエミーと駆け落ち同然に渡米しようとするが、離陸直後に松賀聖子も乗り合わせていた旅客機が墜落事故に遭い、バードらの眼前で命を落とす。
関根絵美（せきね えみ）
通称エミー。「新生・文無組」でギター・ボーカルを担当。板場の恋人であり、その私的感情から板場とバードを交代させようとする高橋の判断には当初、猛反対していた。一方、演奏中に乱入してきた「緑の大地」反対派の暴行から危ういところをバードに救われている。のちに板場と共にアメリカを目指すも、彼と同じ経緯で墜落事故に遭い死亡する。
塚田塁子（つかだ るいこ）
通称ルイ。「新生・文無組」でキーボードを担当。バンド内が険悪な状況下でも笑顔を絶やさぬムードメーカー的存在。彼女も板場とエミーの見送りに駆けつけるが、その眼前で2人の最期を直視してしまう。
石塚（いしづか）
「緑の大地（グリーン・アース）」運動の日本における中心的人物。運動のキャンペーンのシンボル発掘のために、フュージョンロックグループのオーディションを行う。「NOVA」結成後は彼らのプロデューサーを務めミューレックスの黒部からのバックアップも受けるが、石塚や「緑の大地」自体はタロンと無関係であることが久保の調査で判明している。
貝谷
NOVAのメンバー。リードギター担当。NOVAデビュー前は別のプロバンド所属で、清水とは彼が新生・文無組に移籍するまでは同じバンドメンバーだった。グリーンアースのオーディションでは、本番直前にギターを返却に来たバードに対して、友達である清水の信頼を裏切るなと、出場を躊躇うバードの背中を押していた。
野村
NOVAのメンバー。シンセサイザーを担当。
蛭川恵子
女子高生。赤盤（アカバン）の中毒者。恵子がイワンを赤盤のディーラー・JJと勘違いしたことをきっかけに、ラン達は赤盤の実態を知ることになる。由里のテレパシーにより、赤盤中毒を荒療治される。
三村茜
ルポライター。久保とともに、レボによる子供の心の荒廃を追う。
＜タロンとその関係者＞
美倉
安曇重工取締役社長。タロン日本支部長。タランチュラ脱走と捕獲失敗に責任を取り、自害する。
津永
安曇重工技研部長。タランチュラ開発の指揮を取っていたと思われる。桐生の口を割らせるために、杵島美子を誘拐・殺害する。
常人を見下す傾向にあるエスパーを怪物と忌み嫌っており、直属の部下でありながら、報告を怠ってランに返り討ちにされた浅野の独断的な振る舞いに苦々しい思いを抱いていた。
伊那
津永の部下。
鏑木
タロンの研究所の主任として人工子宮を利用したクローン人間の量産を進める冷酷な分子生物学者。ランと浅野の人工授精、ゆくゆくはランのクローン化を目論む。
袖木京子、岡野
タロンの女性メンバー。ランの受精卵の仮母体として用意された。ランの子供を宿すことの危険性を知り、ランを脱出させる。
ジョルジュ・マンディアルグ
タロンを構成する五大企業の一つ・ルーベ=マスの会長。死の商人。フォレスタ・ジュノー号のオーナー。一方でゲシュペンストの運搬をサグに命じられていた。
マハ、フーブリ、ウェシン
ESPユニット、トリプレックスのメンバー。それぞれ念動力、幻覚、アンプリファイング能力を持つ。フォレスタ・ジュノー号に忍び込んだイワンと対峙する。
タランチュラ
正式名称は「タランチュラⅡ」。安曇重工が試作型を経て開発した全長10mを超える戦闘兵器だが、実は胎児の脳を使ったサイボーグ。兵器としてプログラムされる前にタロンの研究所から脱走したために、意識は人間の赤ん坊の状態であった。本能的に保護を求めて暴れ、結果的に東都日報の記者を死なせてしまう。ランに親愛の情を寄せており彼女へ助力しようとするものの、タロン最強のテレパスであるパトナの精神コントロールによって意のままに操られ、浦賀での惨劇を引き起こしてしまった。原子力電池を自爆させたバード捨て身の攻撃でパトナの支配下から自我意識を取り戻し、元凶たるサグに引導を渡したのち、ランへの謝罪を呟きつつ機能を停止した。
タランチュラ（試作型）
安曇重工技術研究所試験場の敷地内に設置された対戦車兵器で、起動すると自己判断により目標への攻撃を行なう。30トンの張力に耐える太さ0.2ミリの超硬ワイヤーを射出して対象物を寸断する。その脅威は、タランチュラの起動アナウンスを聞いた警備兵らが戦慄する様からも窺え、彼らを肉塊へ変えた後バードをも破断寸前にまで追い詰めるが、司令室を占拠したワタルによって自爆させられた。
斐川和秀
タロンのハト。催眠能力を持つ。サグの特命で王翠学院に潜入し、ソネットの正体がバレないようにフォローするとともに、真知から榛原の資料を盗み出させ、榛原が進めていたタロン関係者告発作戦を頓挫に追い込む。
与えられた特命とはおそらく、ランの紅い牙を目覚めさせるために、彼女にソネットを心底憎ませ戦わせることだった。しかし、ソネットの正体を怪しんだ「新選組」のメンバーを謀殺しようとした矢先に、それを妨害したイワンの強力なESP波を受けた衝撃で催眠能力を喪失。そのことがサグに露見して処分されることを恐れるあまり、奈留を拉致しておぞましい拷問でKの情報を引き出そうとするも、その度を越えた非道さにソネットの怒りを買い殺害される。
斐川博信
斐川和秀の父親で東亜貿易の社長。老いてようやく生まれた息子の成長を喜ぶ間もなく、その冷酷な性格とESP能力によって身辺の人間関係を翻弄され、傘下の組織の実権を奪われただけでなく、自身も会社もタロンの下部組織に組み込まれてしまっていた。
ゲシュペンスト
性別、年齢は不明、幾世紀にもわたって生きているとも言われる。肉体を持たない、浮遊霊の如き存在で、ESP能力的にはテレパシー、身体強化といった地味な能力に留まっているが、血に飢えた残忍な殺人鬼の性のままに行動し続けることで多くの人々を殺戮してきた。
特に恐れられたのは他人の肉体に次々と憑依して、その肉体を完全に奪いとれる事で、捕獲に動いたタロンを手こずらせてもいた。
生きることに倦むあまり、死に対する強い憧憬があり、そこに付け込んだサグはある約束をする。結果的に、紅い牙の覚醒に大きな役割を果たす。
バグ
タロンのESP。ゲシュペンストがランに取り込まれるまで8日間連続でゲシュペンストにシンクロし透視したものの、力を使い果たし廃人となってしまう。
パトナ
サグ率いるESP部隊のエリート・フェネロスのメンバー。マインドコントロールを可能にする程の強力なテレパス。サグに絶対的な忠誠を誓っており、彼の死後もその任務（人類根絶作戦）を引き継ごうとする。イワンに存在を感知されるものの対決および倒される描写がないので、最終的な生死は不明。
黒部
ミューレックスの企画部長。グリーン・アース運動に協賛し、NOVAの楽曲をレボCDの第一弾として押し進める。レボブームの仕掛け人。
乾
ミューレックスのディレクター。
満宗寺正規（まんそうじ まさのり）
東京高裁判事の要職に就くタロンの要人。「弱者の正義感」によって起きた事件を担当し、被告たる「弱者」へ無罪判決を下している。
安曇ヴィラに集う要人らの指揮を執り、自分たちを狙う超能力者を狩ろうとするも次々と犠牲者が増えるばかりの状況に苛立ち、ランを味方につけようとメイドらの命を盾に脅迫するが、ランとエデベック兄妹との激突で生じた破壊エネルギーに巻き込まれ死亡した模様。
鹿沼
安曇ヴィラに招待されたタロン要人のひとり。当初からランに目を付けていたが、彼女が反抗的な態度を執るとサディスティックな本性を露わにし鞭で徹底的に嬲るも、その愚行で半暴走状態の「紅い牙」を発現させてしまい右腕をちぎり飛ばされる。
漆原、大槻
満宗寺や鹿沼と同じ経緯で安曇ヴィラにやってきたタロンの要人。家財道具や絵画に擬態したエデベック兄妹の幻術に掛かり惨死を遂げる。
檜ノ原
安曇ヴィラのハウスキーパー。メイドたちへ厳格に接するが、取り分け黒部から特別扱いされているランが気に食わず何かと辛辣にあたる。
メイドらの選抜も彼女が担当していたが、次々と起こる異常事態に呆然としていた反応からタロン側の人間ではなかったことが窺える。激情に駆られた満宗寺から口内に猟銃をねじ込まれ、そのまま撃ち抜かれてしまう無残な最期を遂げた。
周
安曇ヴィラの料理人。「自分の腕」に見せかけたブタの足を切り落として調理しようとする悪趣味なジョークをメイドに仕掛ける。
もともとは檜ノ原と同じく、タロンに拉致され深層催眠で「昔から働いている使用人」と思い込まされていた適当な人材のひとりに過ぎず、多数の犠牲者を出した安曇ヴィラ事件における数少ない生存者の一員にもなっている。
赤倉佐和、湯丸恵子、万座英美子、柏原ヤス子
安曇ヴィラのメイド。その実態は、タロンの要人相手の性奴隷として檜ノ原に選抜された娘たち。
佐和のみ生存するも恐怖のあまり精神を病んでしまう。
湯沢陶子
安曇ヴィラのメイド。斜に構えた皮肉屋で、ランに対して意味深な忠告をする。正体はイワン。
ビュスケ・エデベック、ドロテア・エデベック
タロンESPエリート部隊・フェネロスのメンバー、エデベック兄妹。互いの生命エネルギーをやりとりし、ドロテアが真樹子・ドロテア黒部・エデベック夫人、ビュスケが佳央・川那・伊庭を演じ分ける。ワギに生命エネルギーを分け与え、往年の安曇ヴィラの幻影を作り出した。ランとイワンを討ち合わせるよう罠をはりめぐらせるも、その姑息な姦計をよしとしないソネットによってラン達と直接対決せざるを得ない状況に陥る。なおも得意の幻術を駆使してランとイワンを屠ろうとするが、既に看破していた両者からの返り討ちに遭う。
黒部真樹子
黒部の娘。ランが事故から救った少女。
伊庭
安曇ヴィラの執事。正体はビュスケの老年体で真樹子（ドロテア幼年体）と対の存在。
ドロテア・黒部
黒部の妻。佳央・真樹子の母。
川那俊彦
佳央・真樹子の家庭教師。ビュスケが眼鏡をかけ黒い鬘をかぶったもの。
エデベック夫人
佳央・真樹子の祖母。
黒部佳央
真樹子の兄。12歳とは思えぬ力強さで、ヴィラのメイドから本当に恐ろしい存在として恐れられている。ビュスケの幼年体でエデベック夫人（ドロテア老年体）と対の存在。
ワギ
年齢不詳の超能力者。安曇コンツェルン創始者・安曇潔展翁に見出され、超能力で潔展翁の政界・経済界への勢力拡大に尽力した。安曇ヴィラは、潔展翁がワギを世間の目から隠すために建てられた邸宅であったが、安曇一族からも忘れられていたようで、世話をする者も居ないままに屋敷は完全に廃屋と化しており、老衰で死にかけてもいた。
松賀聖子（まつが せいこ）
アイドル。レボの重度の中毒になったため、ミューレックスは飛行機事故を起こし彼女の死を偽装、レボの宣伝に効果的に使うことにした。その後、レボ研究所で職員らの性欲のはけ口に使われ、バードは救おうとするが最終的にソネットに始末される。
JJ
外国人。赤盤のディーラー。
ローバー、フリーバ、ガスラ、ノセ、サイ、ニルヒ、フモン、ゾルグ
ESPユニットオクトパスのメンバー。ソネットのESPを増幅させるために結成された。各人のESPレベルはB級に過ぎないが、ユニットとしてESPを用いる場合にのみA級と認められている。メレケス指揮下であるためにタロンESP部隊に属さないソネットをリーダーに迎えることを快く思っていない。
ブロフト
オクトパスの指導教官。テレパス。ソネットがフモン殺しを隠蔽するために死体をESPで操り、タロンを裏切っていることを見破る。
モザー・クラバット
タロン最高幹部会づきの死刑執行人。かなりの巨体で、人間離れした怪力の持ち主（強化人間の可能性もある）。美倉の処刑の為に来日していたが、後日、幹部の地位を剥奪されたメレケスの監視役となり、ソネット最期の地・阿蘇に向かうのを阻もうとする。
『32シャッフル』
ユキ
日系アメリカ人の少年。超絶技巧の天才ベーシストだが、奇跡のテクニックにはある「クスリ」を必要とした。
シンディ
ユキの高校時代のバンド仲間。ランの勤める飲食店の店員。
エルナン・ロンバーグ
ロンバーグ・フーズ社の社長。才能豊かな若者を支援する篤志家。

## 番外編

### 番外編・I 『貘』
（初出　別冊花とゆめ　1982年冬の号）和田慎二著『超少女明日香』の主人公と共闘する話で、和田慎二との合作。古都・鎌倉を舞台に、超能力を吸収する力を使って神になろうとする少年との戦いを描いている。ランの台詞でのみだが、情報提供者として桐生仁の名も登場する。
単行本は花とゆめコミックス『ブルー・ソネット』3巻、のちMFコミックス『超少女明日香』3巻に収録。

### 番外編・II 『ワタルくん・スクランブル』
（初出　花とゆめ　1983年9号）ランの義弟・ワタルの全寮制の中学校の学生生活を、少々コメディタッチで描いた作品。委員の岡田さんは本編にも登場する。

### 番外編・III 『バイエルンの火星人』
（初出　花とゆめ　1983年12号）ソネットをサイボーグ化したタロンの科学者メレケス。第2次大戦中、若きメレケスの悲恋が描かれている。メレケスが始めから非道な科学者ではなかったのだと思わせる内容。

### 番外編・IV 『INTERLUDE』
（初出　『完全版　紅い牙』第6巻　白泉社　1993年）愛蔵版へのかき下ろし。ソネットとメレケスが、ランの勤めるドーナツショップにESPドーナツを買いに来る、コメディ作品。本編ではシリアスな登場人物たちが、明るくはちきれている。

### 番外編・V 『代理執刀』
秋田書店が行った『ブラック・ジャック』（手塚治虫）のリメイク企画で、ランとブラックジャックが競演する。
『ブラック・ジャック ALIVE』2巻に収録されている。

## 用語
タロン
作品世界に登場する世界規模の秘密結社。遅くとも組織の母体は産業革命の盛んな19世紀初頭より世界規模で金融、軍需産業を主導してきたと思われ、明治維新間もない日本においても、安曇重工を中核とする財閥グループの発展と日本における軍国主義の台頭に関与してきた様子がうかがわれる。
戦後の国際社会において、冷戦を演出すべく米ソを含む主要軍需組織を主軸とする超国家的な企業連合体として正式に結成され、有力国家の実質的な支配者達で構成されたコネクションによって世界情勢をコントロールしており、世界経済のみならず科学や文化の方向性を左右しつつ「優れた人間による人類社会の支配」を目指している。
長年にわたって世界規模で優れた科学者や技術者たちを結集し、倫理や常識にとらわれない自由な科学研究を推し進めさせた結果、公式の科学情報を大きく凌駕する高度な科学とハイテクインフラ（一例を挙げれば高度な推論能力を持つ人工知能で管理・運営される宇宙ステーションなど）を独自に構築・運用しながら世界の舞台裏を自在にコントロールし、一般人の常識からかけ離れた未来兵器や超技術品の数々を開発して権益の確保に活用する傍ら、古くなった技術を経済的効果を最大限生かすタイミングで量産・販売する事で莫大な利益を手にし続けてもいる。
なお、組織の名称としての「タロン（TARON）」は作品世界にある世界の軍需産業の頭文字をつなぎ合わせたもの。これらの軍需企業の連合体がタロンの正体で、明確な実体はないと桐生は推測した。
- TMC ROVER
- Azumi Heavy Industries（安曇重工）
- ROUBAIX=METZ
- OBER HAUSEN
- NIZHNI=TAGIL

古代超人類
太古の昔、何らかの理由で母星を離れ地球に漂着した異星人の種族で、当時の地球人類から見て「神」と見紛う力を操ることができた。驚異的な科学力と超能力を有するが、新天地の環境下で同族内の繁殖が難しくなり地球人類の女性を娶る。
当初は圧倒的され、彼らを畏れ崇めた人類だったが、神々の花嫁として愛する女たちを捧げねばならないという無念を強いられた上に、母体と胎児の不適合による新生混血児の死亡率の高さからくる不吉な印象によって嫌悪と恐怖を掻き立てられた結果、「神」に対する不信と憎しみを育て、我が子に対する感情に溺れる古代超人類の精神的脆さを利用した人質作戦によって、その反撃を封じ、彼らの家族をその混血児諸共に根絶やしにした。（ただ、正式に認知されない事で虐殺対象とはみなされなかった遠縁の者たちは生き残り、その子孫からサグやランが生まれてくる。）
人類の怒りと不信を理解できないまま滅ぼされたことで、それを信頼と友情に対する裏切りと受け止めた古代超人類は人類に対してはかりしれないほどの怨念を持ち、気の遠くなるほどの年月をかけて薄められた古代超人類の血が濃くなる状況の実現を念じて待ち続けた。
そしてついに科学が発達した時代になって古代超人類を復活させようとしたランの養父と寄木の父により、ランが誕生すると、その意識の深層に結びつき、彼女の精神的もろさを突く形で精神的な誘導を施し、自分たちに同調させて人類を滅ぼそうと企んでいた。（その意味で彼らは、ランを愛すべき同族の一員としてではなく、復讐のための道具と見なしていたと言える。ランよりも早く生まれていたサグに対しても同じだったようで、サグの場合は完全に人類を滅ぼす決意を固めていた様子がうかがえる。）
小半の分析によれば「荒らしい攻撃性を有する怨念の群れ」であり、あくまでも超能力を制御するのはラン自身であり、彼女が「超能力を制御するもう一人の自分自身」だと思い込んでいた別人格や古代超人類の個々の人格は存在しない。ランに宿る強大な超能力は肉体の主たる彼女自身にしか制御できないため、祖先とはいえ、古代超人類の怨念にも彼女の力を自由には出来ず、ランの深層意識下に巣喰って地球人類を滅ぼせと煽り続けている。
ともすれば流されがちなランが踏みとどまる意志の力は強いとは言えず、生死不明だった頃のバードに対する想いと仲間との絆ゆえに怨念に呑み込まれぬぎりぎりの境界に留まっていた。
ランの心を、死と破壊の衝動で満たすための起爆剤となりうるゲシュペンストを吸収したことと、古代超人類の怨念による地球人類滅亡を企むサグにより桐生・ワタル・由里を殺された事で、血涙を流すほどの怒りと悲しみに支配され、自我を喪失したランを器に復讐を遂げようと暴走したが、奈留の命を賭した懇願によりランは正気に戻り彼女の心の檻に再び封印された。肉体という超能力をふるう器が無いと復讐を成し遂げることは不可能である模様。

## アニメ
『紅い牙 ブルー・ソネット』のタイトルで、1989年から1990年にOVAの形でアニメ化されているが、作者曰く「あまりにも出来が悪く話題にならなかった」とのこと。
全5話（VHS）製作はウオカーズカンパニーだったが、4話発売後に同社が倒産。5話の発売が危惧されたが同社から発売されている。LD版は後に東芝EMIより発売された。

### タイトル・発売日
- 指令No.1 追跡者（1989年7月16日）
- 指令No.2 策謀者（1989年9月25日）
- 指令No.3 挑戦者（1989年11月25日）
- 指令No.4 戦斗者（1990年3月25日）
- 指令No.5 離愁者（1990年6月25日）

### キャスト
- 小松崎蘭 - 神田和佳
- ソネット・バージ - 鶴ひろみ
- ドクター・メレケス - 永井一郎
- 小松崎亘 - 佐々木望
- 桐生仁 - 玄田哲章
- 鳥飼修一（バード） - 広中雅志
- 伊那 - 二又一成
- 鏑木 - 麻生美代子
- 小半由里 - 篠原恵美
- 小半博士 - 佐藤正治
- 小半ユミ - 皆口裕子
- 袖木 - 横尾まり
- 津永 - 塩屋浩三
- 岡野 - 中野聖子
- 杵島 - 飛田展男
- 榛原奈留 - 佐久間レイ
- 久保田編集員 - 田中和実

### スタッフ
- 原作 - 柴田昌弘
- 監督 - 神田武幸
- 脚本 - 松岡清治、水出弘一
- キャラクターデザイン - 中山勝一（1、2）、阿部晃瑳詞（3 - 5）
- 作画監督 - 中山勝一（1）、阿部恒（2 - 5）
- メカニックデザイン - 山下将仁（1）、藤臣宗光（2 - 5）
- 絵コンテ - 横山裕一朗
- 演出 - 高須賀勝己（1）、篠幸裕（2 - 5）
- 美術監督 - 横瀬直土（1 - 3）、石渡俊和（4、5）
- 撮影監督 - 藤田正明
- 音楽 - GO!
- 音響監督・音楽プロデューサー - 明田川進
- プロデューサー - 林大三郎、室永昭司、吉坂研一
- アニメーション制作 - 虫プロダクション、ランダム（1、2）
- 制作協力 - タツノコプロ
- 製作・著作 - ウォーカーズカンパニー、日本テレビ音楽

### 主題歌
オープニングテーマ「WHAT IS LOVE」
作詞 - 井上喜美子 / 作曲 - 冨永陽一 / 編曲・歌 - GO!
エンディングテーマ「ANGEL」
作詞 - 井上喜美子 / 作曲 - 冨永陽一 / 編曲・歌 - GO!

## 画集
『柴田昌弘自選複製原画集　紅い牙』
白泉社・チェリッシュギャラリーより1982年に出版された。副題は「女の子のでてこないSFなんて…」。
『柴田昌弘自選複製原画集2』
白泉社・チェリッシュギャラリーより1984年に出版された。『ブルー・ソネット』『ラブ・シンクロイド』のイラストを含む。

## 小説
『小説 紅い牙』
中尾明著。第1部『狼少女ラン』から第4部『タロン・闇に舞うタカ』を小説化したもの。白泉社・花とゆめコミックススペシャルから単行本として1982年に出版された。

## イメージアルバム
- 紅い牙　BLUE SONNET (1982年)
- 紅い牙　BLUE SONNET II
- 紅い牙　BLUE SONNET III 〜Ballade〜
- 紅い牙　BLUE SONNET IV 〜Desert City(砂漠都市)〜

これらのCDは2005年に日本コロムビアからAMIMAX1200シリーズの1部として再発売されている。

## 作品に関するトリビア
- 柴田は活動初期にはアシスタントを持っていなかったため、友人・和田慎二が『紅い牙』シリーズの初期作品をアシストしている[1]。これが、後年に和田の『超少女明日香』シリーズでランが明日香と共闘する読み切り作品が描かれる契機になったと見られる。
- 第4編『タロン・闇に舞うタカ』の後、『紅い牙』シリーズの作品がマーガレット誌上に掲載される予定だったが、柴田の緊急入院により作品は未完・幻の作品となった[2]。
- 1970年代から1980年代初頭、SFは少女漫画にそぐわないものと考えられていたため、柴田の作品はアイディア段階でボツになることが多かった。柴田が『花とゆめ』誌に移るとSFに理解を示す編集者が担当になり、『盗まれたハネムーン』が読者投票で高評価を得たことから、同誌での『紅い牙』シリーズの掲載が決まった。なお、この担当編集者が「久保」のモデルとなった[3]。
- 第7編『ブルー・ソネット』は、元々6回までの連載予定だった。柴田曰く「それまでの読み切り作品でさんざん頁不足で悩み苦しんだ反動が一気に出てしまったみたいで、話がふくらむ一方」で、連載途中で予定回数におさまらないことが担当編集者の知るところとなったが、本作品に対する読者の反応が悪くなかったため、最終回まで5年以上にわたり連載された[4]。
- 『ブルー・ソネット』の終盤、柴田はソネットが自ら腹を切る死に様を描きたかったが、連載終了までの頁数が足りず、断念した。そのため、『花とゆめコミックス』収録時と白泉社『完全版 紅い牙』収録時に、それぞれの終盤が描き直されている。また、バードがランではなくソネットと運命を共にするラストシーンに読者の感想は賛否両論となり、ランへの同情と怒りの声も多かったという[5]。